# Antakotako
Antakotako est une commune rurale malgache dans la région d'Ambatosoa.